# Neuvelle-lès-Voisey
Neuvelle-lès-Voisey és un municipi francès situat al departament de l'Alt Marne i a la regió del Gran Est. L'any 2007 tenia 94 habitants.

## Demografia

### Població
El 2007 la població de fet de Neuvelle-lès-Voisey era de 94 persones. Hi havia 36 famílies de les quals 12 eren unipersonals (8 homes vivint sols i 4 dones vivint soles), 8 parelles sense fills, 12 parelles amb fills i 4 famílies monoparentals amb fills.
La població ha evolucionat segons el següent gràfic:
Habitants censats

### Habitatges
El 2007 hi havia 77 habitatges, 39 eren l'habitatge principal de la família, 31 eren segones residències i 7 estaven desocupats. Tots els 77 habitatges eren cases. Dels 39 habitatges principals, 37 estaven ocupats pels seus propietaris i 2 estaven llogats i ocupats pels llogaters; 1 tenia dues cambres, 9 en tenien tres, 10 en tenien quatre i 19 en tenien cinc o més. 35 habitatges disposaven pel capbaix d'una plaça de pàrquing. A 17 habitatges hi havia un automòbil i a 17 n'hi havia dos o més.

### Piràmide de població
La piràmide de població per edats i sexe el 2009 era:
| Homes | Edats   | Dones |
| ----- | ------- | ----- |
| 0     | 95 o +  | 0     |
| 0     | 90 a 94 | 0     |
| 0     | 85 a 89 | 0     |
| 4     | 80 a 84 | 0     |
| 0     | 75 a 79 | 4     |
| 8     | 70 a 74 | 4     |
| 4     | 65 a 69 | 0     |
| 0     | 60 a 64 | 8     |
| 4     | 55 a 59 | 4     |
| 4     | 50 a 54 | 0     |
| 8     | 45 a 49 | 8     |
| 4     | 40 a 44 | 4     |
| 0     | 35 a 39 | 0     |
| 4     | 30 a 34 | 4     |
| 0     | 25 a 29 | 8     |
| 0     | 20 a 24 | 0     |
| 0     | 15 a 19 | 4     |
| 0     | 10 a 14 | 8     |
| 4     | 5 a 9   | 4     |
| 8     | 0 a 4   | 4     |

## Economia
El 2007 la població en edat de treballar era de 53 persones, 33 eren actives i 20 eren inactives. De les 33 persones actives 26 estaven ocupades (16 homes i 10 dones) i 7 estaven aturades (7 dones i 7 dones). De les 20 persones inactives 5 estaven jubilades, 7 estaven estudiant i 8 estaven classificades com a «altres inactius».
Activitats econòmiques
L'any 2000 a Neuvelle-lès-Voisey hi havia 3 explotacions agrícoles.

## Poblacions més properes
El següent diagrama mostra les poblacions més properes.